# Eurith D. Rivers
Eurith Dickinson Rivers, anche conosciuto come Ed Rivers (Contea di Howard, 1º dicembre 1895 – Atlanta, 11 giugno 1967), è stato un politico statunitense.

## Biografia
Nativo dell'Arkansas, dopo aver studiato legge in Illinois si trasferì in Georgia, divenendo un rinomato avvocato prima nella contea di Grady e poi nella contea di Lanier. Entrato in politica, divenne un membro di spicco del Ku Klux Klan cittadino, in opposizione a Eugene Talmadge che ricercava invece i voti degli agricoltori e delle zone rurali.
Durante i mandati di Talmadge come governatore della Georgia Rivers divenne uno dei suoi principali oppositori, supportando il New Deal del presidente Franklin Delano Roosevelt. Alla fine del mandato di Talmadge nel 1937 Rivers riuscì ad essere eletto al suo posto, portando avanti un programma radicalmente opposto a quello del predecessore, aumentando la spesa pubblica, ampliando il sistema educativo e favorendo l'ammodernamento delle campagne, dove per la prima volta si estese la rete elettrica. Durante il suo mandato si scontrò con l'avvocato Thurgood Marshall, in seguito primo giudice afroamericano della Corte Suprema degli Stati Uniti, riguardo la condanna a morte di due neri e il razzismo insito nel sistema giudiziario statale; proprio per le sue connessioni al Ku Klux Klan Roosevelt, che avrebbe voluto nominare Rivers senatore, decise di non favorirlo.
L'amministrazione Rivers tuttavia faticò presto a finanziare le proprie iniziative, tanto che già nel 1938 i fondi pubblici iniziavano a scarseggiare. Rivers a questo punto ricorse ai metodi autoritari già usati da Talmadge, rimuovendo con la forza i funzionari che non si attenevano alle sue direttive e disubbidendo alle ingiunzioni da parte di Washington e dei tribunali, venendo in un'occasione per questo arrestato. La cattiva gestione della crisi georgiana fu fatale per la sua popolarità, e dopo la fine del suo mandato nel 1941 la carriera politica di Rivers poté dirsi conclusa, anche a causa di varie accuse di corruzione per cui fu processato; non fu condannato, ma gli venne preclusa ogni possibilità di ricoprire cariche pubbliche.
Nel 1946 tentò di ricandidarsi a governatore, ma giunse terzo alle primarie del Partito Democratico. Morì nel 1967 ad Atlanta.